# Surma (rivier)
De Surma (Bengali: সুরমা নদী, Śurmā nôdī) is een rivier in Bangladesh, die onderdeel uitmaakt van het Surma-Meghna-riviersysteem. Haar begin is het punt waar de Barak afkomstig uit noordwest-India splitst in de noordelijker gelegen Surma en de zuidelijker gelegen Kushiyara, nabij de grens tussen India en Bangladesh. De Surma eindigt nadat de verschillende aftakkingen van de rivier weer samengevloeid zijn met de Kushiyara boven Bhairab Bazar, waarna deze uitmonden in de Meghna, die naar de Golf van Bengalen stroomt.
De bron van de Barak bevindt zich in de heuvels van Manipur nabij Mao Songsang.

## Stroomgebied
De Surma stroomt door de Sylhet-depressie. Zij wordt vanuit noordelijke richting gevoed door zijrivieren die ontspringen in heuvels in Meghalaya. Bij de samenvloeiing van de zijrivier Someshwari met de Surma verandert de naam naar Baulai, hoewel Surma voor dit deel ook gebruikelijk is.
Een vertakking van de Surma mondt uit in de Kushiyara en vormt na samenvloeiing de Kalni.
De rivier stroomt door vele haors, grote, drassige en komvormige overstromingsvlaktedepressies.

## Galerij

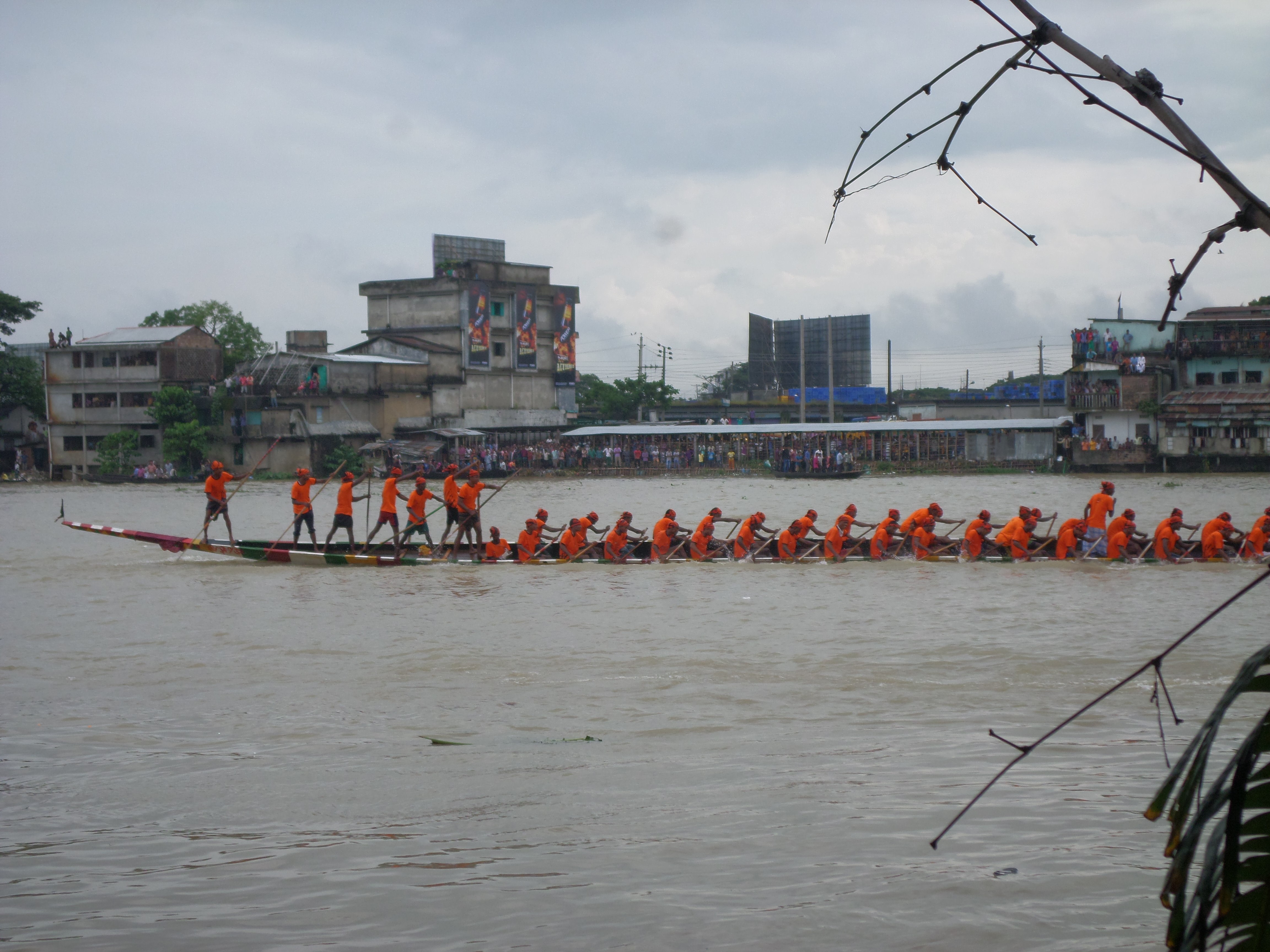
Traditionele Sylheti roeiwedstrijd
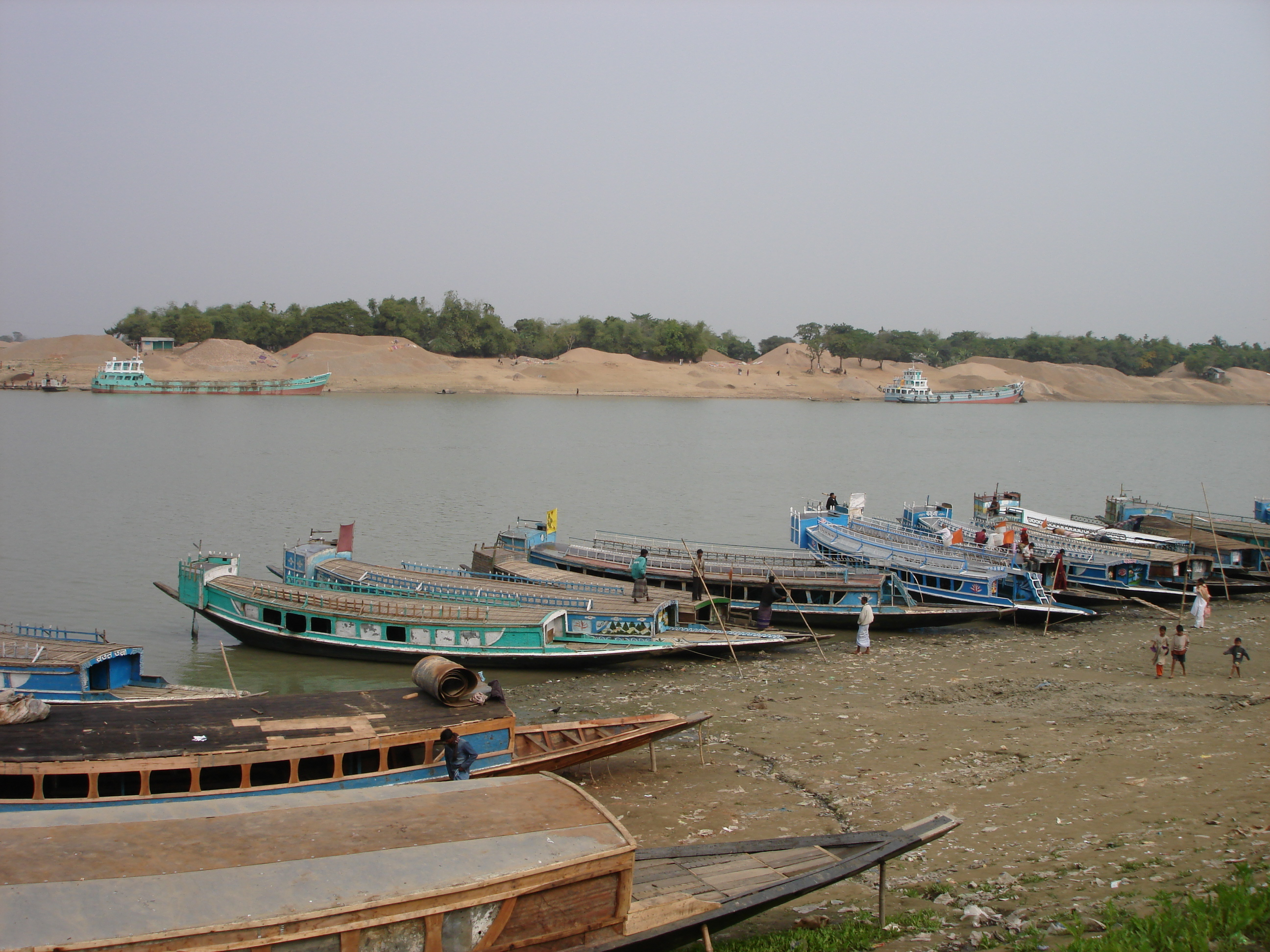
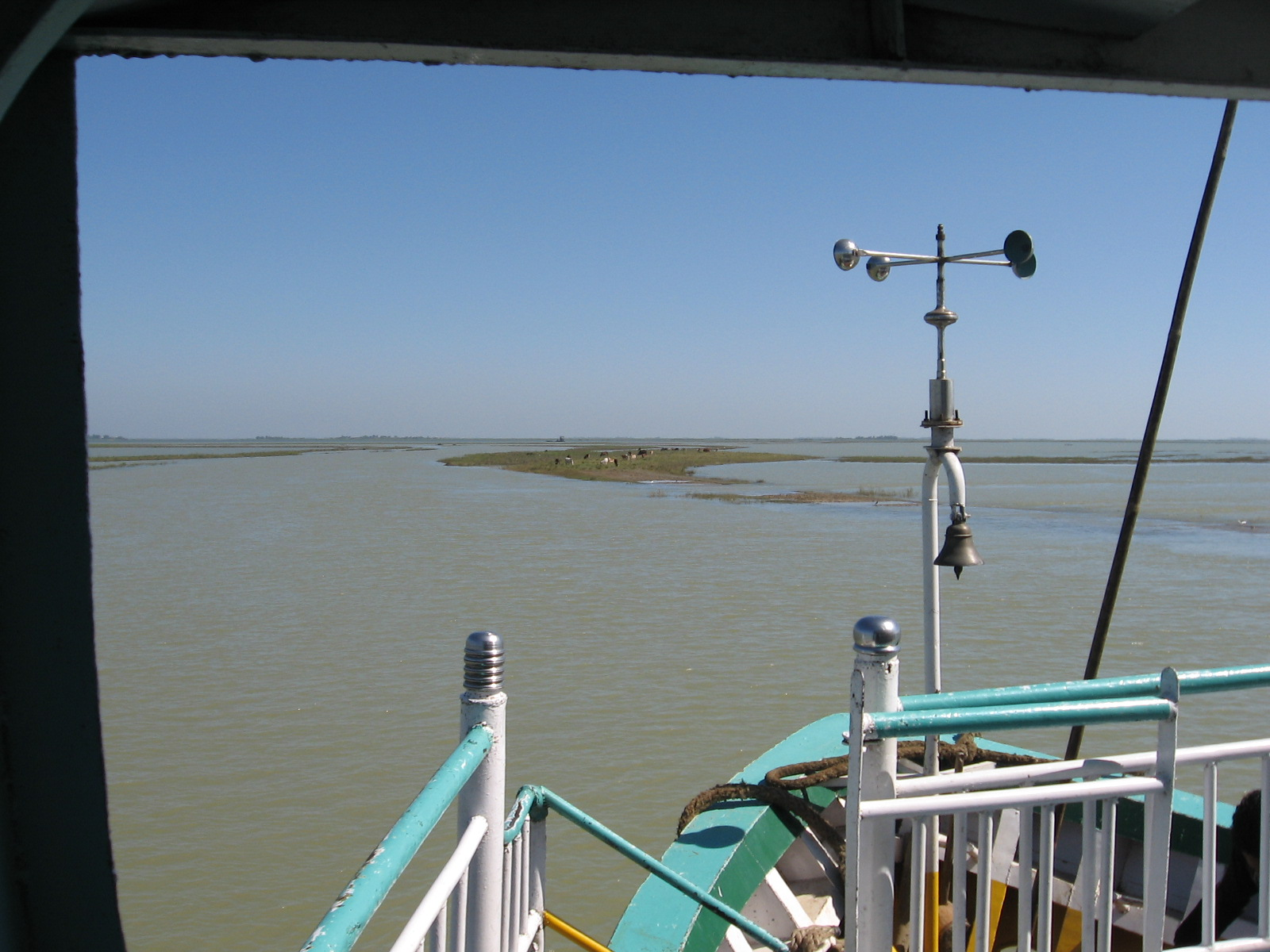
Een hoar-gebied
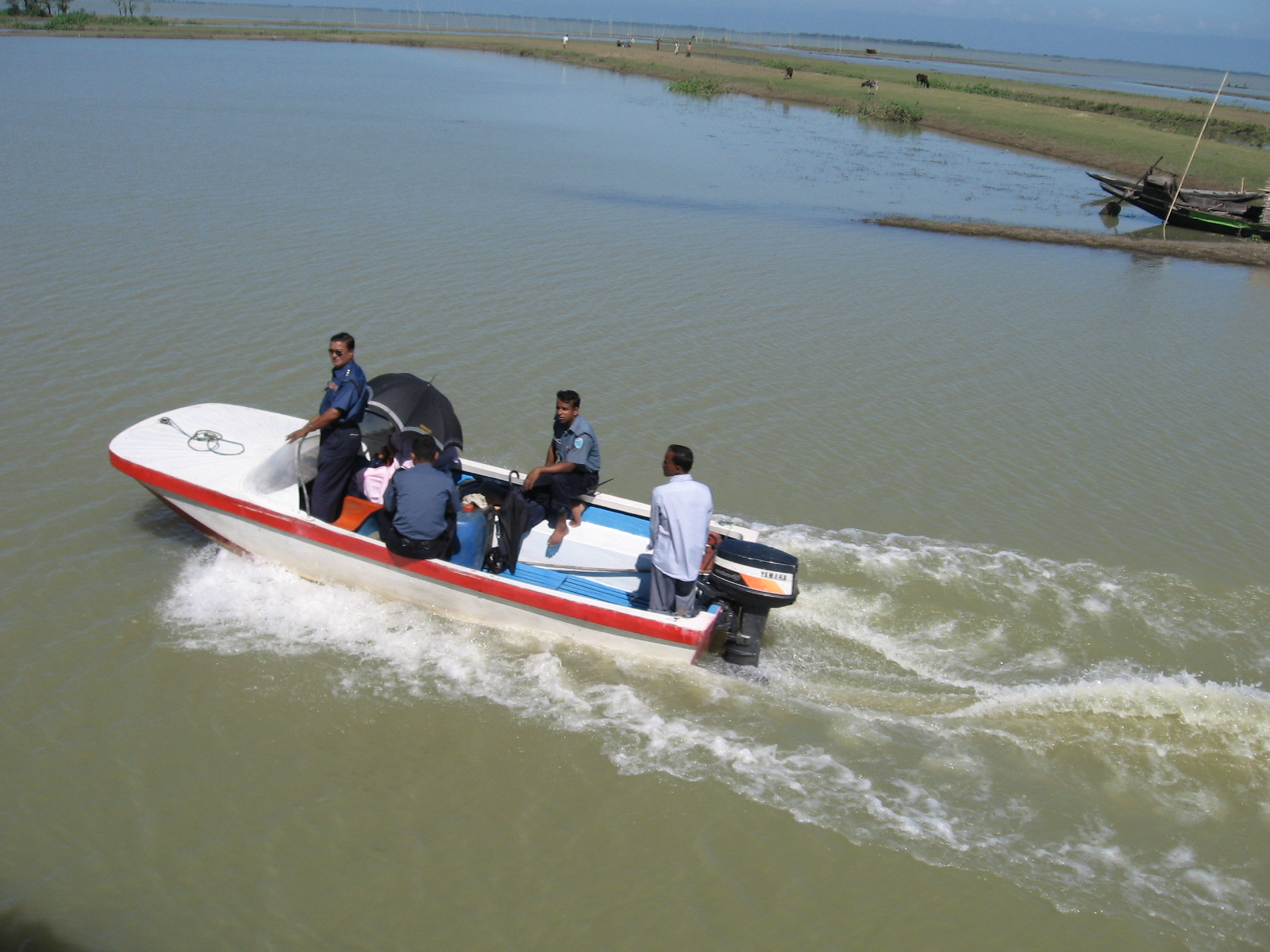
Politie te water